# ガリツィン三連祭壇画

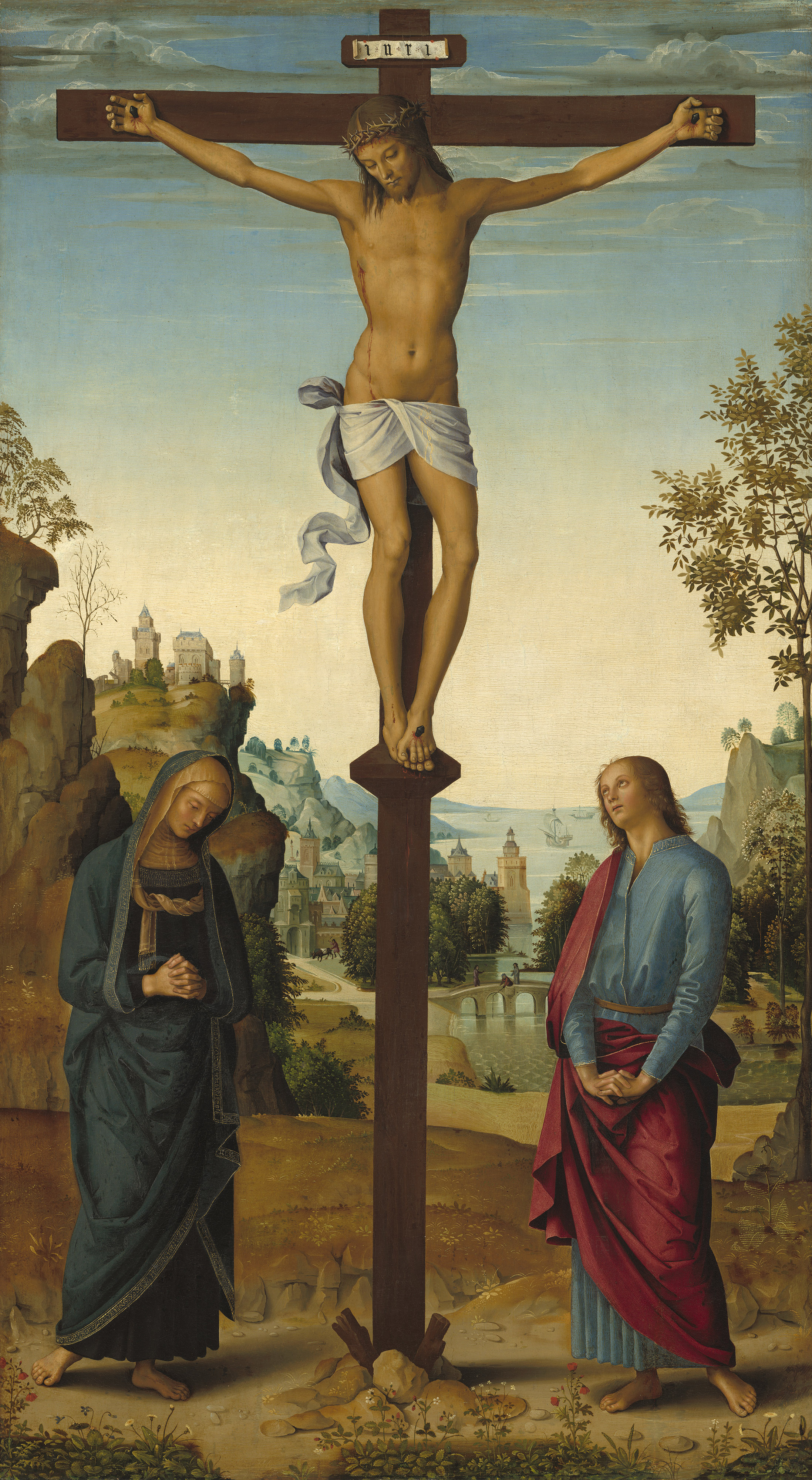
中央パネル

『ガリツィン三連祭壇画』（ガリツィンさんれんさいだんが、伊:Trittico Galitzin）は、イタリアのルネサンス期の巨匠、ペルジーノが1485年頃に制作した絵画である。現在、ワシントンのナショナル・ギャラリーに所蔵されている。
作品はおそらく、カーリの司教であるバルトロメオ・バルトリによって依頼されたのであろう。サン・ジミニャーノのドミニコ会修道院教会の礼拝堂に由来し、1796-97年に教会が閉鎖されたとき、作品はフランス軍によって没収された。その後、「ブッツィ」という人物に売却され、ラファエロの作品としてロシア帝国のローマ大使、アレクサンドル・ミハイロヴィッチ・ガリツィン王子に売却された。彼の甥のミハイロヴィッチ・ガリツィンは作品をモスクワに移し、1865年にガリツィン西洋美術館に展示された。 1886年には、ガリツィン・コレクションの他の作品と一緒に、エルミタージュ美術館に再び売却されたが、1931年4月、スターリンが米国国務長官のアンドリュー・メロンに譲渡した作品のうちの1点であった。 1937年、メロン・コレクションは新しいワシントン・ナショナル・ギャラリーの中核を形成することになった。
すでに触れたように作品はラファエロに帰属されたこともあったが、1497年に亡くなったバルトロメオ・バルトリにより上記の教会に寄進されたことがわかっており、ラファエロは当時まだ14歳であったので、この帰属はありえない。現在では、一致してペルジーノの作品として認められている。
中央のパネルは、使徒ヨハネと聖母マリアがいる『キリストの磔刑』を表している。一方の側面パネルは、聖ヒエロニムスとライオンを表し、もう一方の側面パネルは、ヨハネと同じ瞑想的なポーズのマグダラのマリアを表している。
ペルジーノの作品は、芸術作品には稀といえるくらいの静謐な敬虔さを生んでいるので、ヴァザーリがペルジーノには信仰心がなく、魂の不滅を信じていなかったと言っているのは驚きである。